# Andetrium
Andetrium je bio ilirski grad u unutrašnjosti Dalmacije.
Danas većina znanstvenika i povjesničara smještava Andetrium pokraj današnjeg Gornjeg Muća. Služio je kao posljednje uporište posljednjeg ilirskog vojskovođe Batona. Andetrium je kasnije služio i Rimljanima kao stacionir njegovih vojnih postrojbi (kohorti).
Kroz Andetrium je prolazila trasa ceste Via Gabiniana, koja je išla od Salone, kroz Andetrium i vjerojatno dalje kroz Zagoru na sjever.

## Andetrium u Batonskom ratu
Godine 9. g. posl. Kr. Baton je pri kraju Batonskog rata gledao kako izbjeći sukob protiv Rimljana, ali ga konačno Tiberije zatvori u Andetrij, koji je bio jako učvršćen, s jakom posadom i dobrom opskrbljen. Već je Tiberie, vidjevši da se nalazi u pustom i pogibeljnom kraju gdje bi mogao lako biti opkoljen od Batona i njegovih snaga, mislio da napusti taj pothvat i da Batona pusti zasad na miru, kad Baton uvidjevši da je gotovo cijela njegova domovina u vlasti Rima, a sam on da je preslab da Rimljane svlada, zamoli za mirovne pregovore. Još nisu bili pregovori dovršeni kad Baton, ne mogavši nagovoriti svoje drugove na predaju, ostavi grad. Tiberije ga odluči zauzeti na juriš. Dalmati su se junački branili. Tiberije naredi zauzeće okolnih brda na kojima su se Dalmati učvrstili jurišom. Dalmati su se očajnički branili, bacajući s litica strijele, kamenje, kolesa, kola i kola napunjena kamenjem na jurišne redove Rimljana koji su pogibali u velikom broju. Rimljani su upirali sve sile, nove svježe čete su dolazile, dok napokon bitka ne ispadne povoljna za njih. Kad, naime, Dalmati vidješe da je između njih i utvrde jedna snažna četa neprijatelja koja im priječi povratak u grad, povukoše se u šume. Napokon se predadoše oni koji su ostali u utvrdi.